# Терлецький Гриць
Терлецький Гриць  (1880 – 14 березня 1967) — український заможний селянин, власник нерухомості, громадсько-політичний діяч. Делегат Української Національної Ради ЗУНР, предсталяв місто Борислав.

## Життєпис
Народився в с. Тустановичі (нині у складі м. Борислав Львівської області) в селянській сім’ї. Здобув середню технічну освіту. Працював у Бориславі гірничим техніком.
У період ЗУНР – заступник міського комісара м. Борислава, член фінансової комісії Української повітової національної ради в Дрогобичі. Делегат від Борислава до УНРади ЗУНР, був присутнім на її трьох сесіях у м. Станиславів (нині Івано-Франківськ) упродовж січня — квітня 1919 р. Учасник загального з’їзду українських інженерів і техніків у Станиславові 4–5 травня 1919 р.
Після війни проживав у родинному селі. До 1939 року працював за фахом і займався власним господарством. Належав до Спілки українських агрономів.
Помер і похований у с. Тустановичі.

## Джерело
- Литвин М. Р., Науменко К. Є. Історія ЗУНР. — Львів : Інститут українознавства НАН України; видавнича фірма «Олір», 1995. — 368 с., іл. — ISBN 5-7707-7867-9.